# Kilkenny
Kilkenny (irl. Cill Chainnigh) – miasto nad rzeką Nore na południowym wschodzie Irlandii, w hrabstwie Kilkenny. Liczba mieszkańców wynosi 8711 (2011). Na przedmieściach żyje 13 518 osób (2011).
W latach 1293–1408 oraz 1642–1648 w Kilkenny obradował Anglo-Normandzki parlament – Kilkenny było wtedy stolicą Konfederacji Rzymskokatolickiej oraz jednocześnie stolicą Irlandii.
Status miasta Kilkenny otrzymało w roku 1609. Kilkenny, podzielone na dwa miasta (Irishtown oraz Englishtown), zostało zjednoczone w roku 1848.

## Atrakcje turystyczne
Kilkenny to znany ośrodek turystyczny. 
- Nad miastem górują średniowieczny zamek i katedra św. Kanizjusza, od której miasto wzięło nazwę (irlandzkie Cill Chainnigh oznacza: celę lub kościół Kanizjusza).
- W Zamku znajduje się Galeria Butlera, która skupia się na sztuce współczesnej[2]. Wstęp wolny (2019).
- W Kilkenny znajduje się także browar produkujący piwo o tej samej nazwie. Browar oferuje zwiedzającym wystawę o nazwie Smithwick's Experience.
- Najważniejszy obiekt religijny to Katedra św. Kanizjusza z 1285 r. wraz z 30-metrową okrągłą wieżą.
- Jeden z najstarszych kościołów w mieście to St. Mary's Church z 1205 r.
- Ważnym zabytkiem jest Black Abbey, opactwo dominikanów z 1225 r.
- Niedaleko Zamku znajduje się Narodowa Galeria Rękodzieła (The National Design & Craft Gallery)[3]. Wstęp wolny (2019).
- Atrakcją turystyczną jest też XVI w. tawerna The Hole in the Wall, obecnie nastrojowy klub muzyczny[4].
- W Kilkenny mieści się jeden z najstarszych irlandzkich pubów: Ketyler's Inn z 1324 r.[5]

## Osoby związane z Kilkenny
Do miejscowego college'u uczęszczał twórca serii przygód Guliwera – Jonathan Swift oraz filozof George Berkeley.